# Никерсон (Небраска)
Никерсон (енгл. Nickerson) град је у америчкој савезној држави Небраска.

## Демографија
По попису из 2010. године број становника је 369, што је 62 (-14,4%) становника мање него 2000. године.
| Група             | 2000.       | 2010.       |
| Белци             | 323 (74,9%) | 272 (73,7%) |
| Афроамериканци    | 3 (0,7%)    | 2 (0,5%)    |
| Азијати           | 0 (0,0%)    | 0 (0,0%)    |
| Хиспаноамериканци | 97 (22,5%)  | 91 (24,7%)  |
| Укупно            | 431         | 369         |